# Dunmail Raise
Dunmail Raise är ett bergspass i Storbritannien.   Det ligger i grevskapet Cumbria och riksdelen England, i den centrala delen av landet, 400 km nordväst om huvudstaden London. Dunmail Raise ligger 162 meter över havet.
Terrängen runt Dunmail Raise är huvudsakligen kuperad. Dunmail Raise ligger nere i en dal. Runt Dunmail Raise är det ganska tätbefolkat, med 60 invånare per kvadratkilometer. Närmaste större samhälle är Ambleside, 7,1 km sydost om Dunmail Raise. Trakten runt Dunmail Raise består i huvudsak av gräsmarker.